# کنت سیتزبرگر
کنت سیتزبرگر (انگلیسی: Kenneth Sitzberger؛ ۱۳ فوریه ۱۹۴۵ – ۲ ژانویه ۱۹۸۴) شیرجه‌رو اهل ایالات متحده آمریکا بود.
وی در مسابقات کشوری و بین‌المللی در مجموع برندهٔ ۱ مدال طلا، ۱ مدال برنز شده‌است.